# San Juan Ixhuatepec
San Juan Ixhuatepec es una de las diez islas municipales que conforman el Estado de México. Está situada en el municipio de Tlalnepantla de Baz que colinda con el municipio de Ecatepec de Morelos, en la porción conocida como: "Zona Oriente" considerada una isla o exclave que está dividida de su cabecera municipal desde el siglo XIX por la actual delegación Gustavo A. Madero del Distrito Federal.

## Toponimia
Ixhuatepec: proviene de la lengua náhuatl, es un topónimo aglutinado que se compone de tres palabras: 
f3
Ixhuatl : hoja
tepetl : cerro, monte
c: lugar
(Lugar o Cerro de las Hojas)
(o lugar entre cerros)
"(Cerro lejano de las hojas) "

## Historia
Se encuentra enclavado el pueblo entre la Sierra de Guadalupe, y dividido por el Río de los Remedios, en una parte plana cercada por el cerro Tepetlacatl y la colina del Copal o cerrito Ixhuatepec al norte. Al sur con el cerro Tecpayocan o de Santa Isabel; al poniente con el cerro de El Chiquihuite y otras grandes elevaciones montañosas. Al oriente colinda con la Autopista a Pachuca, continuación de la Avenida Insurgentes Norte.
El origen de Ixhuatepec es prehispánico y puede remontarse a la llegada de los primeros grupos indígenas al valle o cuenca de México. Datos del Códice Santa Isabel Tola, señalan que en 1438 Izcoatl rey de Tenochtitlan repartió las tierras conquistadas. En la Tira de la Peregrinación Azteca, se anota el paso de estos por la zona, encendiendo un Fuego Nuevo en el cerro de Tecpayocan "lugar de pedernales" en el año I Tochtli o 1246.
http://commons.wikimedia.org/w/index.php?title=File:Cerro_del_chiquihuite..JPG

## Época Colonial
De acuerdo con los datos que se localizan en el Ramo Tierras del Archivo General de la Nación, el primer propietario de estas tierras fue Don Diego de Mendoza Austria y Moctezuma, quien obtuvo por ejecutoría Real el 14 de abril de 1523 todas las tierras, desde Tenayuca, Cuautepec, y otras, conocidas como "el Rincón de don Diego". En 1539 se reconocieron las colindancias y límites de los pueblos de Santa Isabel Tola y los de Ixhuatepec, que en este mismo año, el 8 de mayo, en junta de señores principales, decidieron erigir una ermita dedicada a San Juan Bautista.
El pueblo de San Juan Ixhuatepec estuvo rodeado de haciendas como la de Santa Cruz, la de San Francisco (el Risco) y el rancho San Juan Ixhuatepec, (San José).
En 1804 se le dio la categoría de pueblo y se nombró a su primer Alcalde o gobernador a don Juan de los Ángeles Rivero. Tan sólo existían 158 familias.

## Parroquia de San Juan Bautista

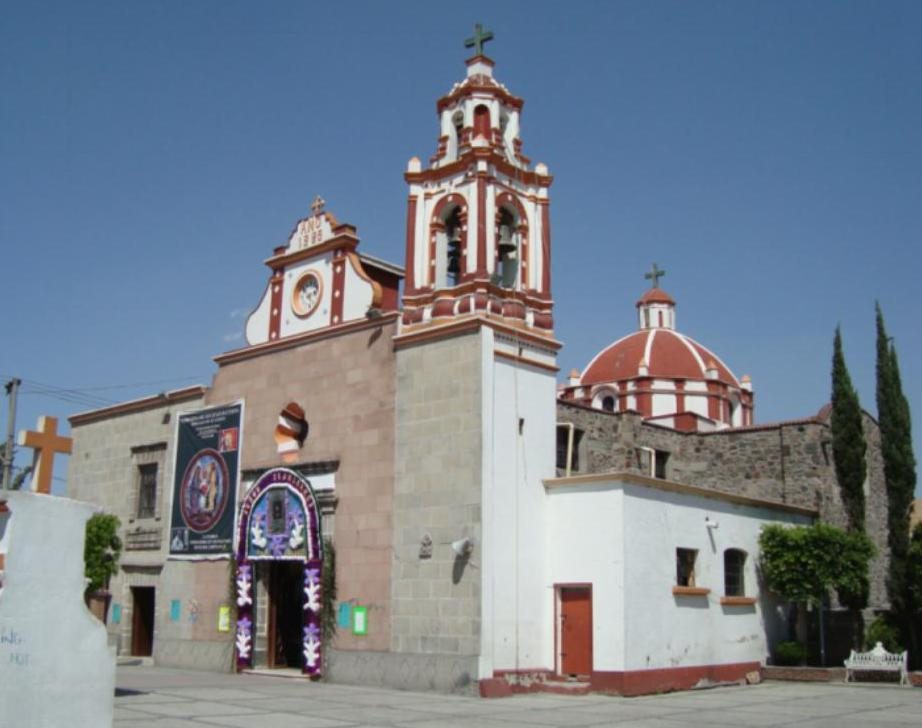
Iglesia de San Juan Bautista.

El 8 de mayo de 1539 acordaron edificar una ermita de jacal, para 1599 sería demolida y se construiría una capilla de mampostería, cuyos trabajos iniciaron en 1603 con las aportaciones de los vecinos a un costo de 347 pesos, siendo terminada en 1616 con material de cantera blanca. la parroquia estuvo bajo la Parcialidad de Santiago Tlaltelolco y después de la del Curato de Nuestra Señora de Guadalupe. Hasta el año de 1925 fue remodelada con cantera rosa y gris, colocándole un reloj donado por el hacendado Hermilo Mena.

## Rancho San José
Este uno de los más importantes por encontrarse "entre" las tierras de Ixhuatepec. Nombrado rancho San Juan Ixhuatepec, en el siglo XVIII fue otorgado pot Cédula Real de Carlos III a don José María Escalona y Cortés, indio cacique del pueblo. Al morir, fue rematado por la real Audiencia en 1796, a José Antonio Valdés, en 3680 pesos y un real. Para finales del siglo XIX casi todas las tierras que rodearon Ixhuatepec pertenecían a don Ignacio Enciso y a su esposa Trinidad Mena. Las tierras del rancho San José se anexaron a las de la Hacienda Santa Cruz convirtiéndose en una extensa propiedad desde el pueblo de Ticoman, Zacatenco, Santa Isabel Tola, las estribaciones de los cerros Chiquihuite y Petlacatl, hasta colindar con la hacienda de San Francisco (del Risco).
Al morir sus dueños, heredarían Hermilo, Isaura y Loreto Mena, sobrinos de doña Trinidad. Entre 1920-1928 se construyó el casco del rancho San José.
En el año de 1924, los pobladores solicitaron tierras en ejido, siéndoles otorgadas 891-43-00 hectáreas, que llegaron a abarcar hasta "caracoles", "la laguna", "las calaveras" y el "jacalón". De esta forma Ixhuatepec se convirtió en un pueblo de amplia extensión que con el paso de los años se modificaría, creándose los asentamientos actuales.

## Desarrollo urbano
San Juan Ixhuatepec, es la "cabecera" de la zona oriente. Allí se localiza el Centro Administrativo que da atención municipal a los habitantes de la zona y a colonias como: San Isidro, San José, Lázaro Cárdenas (en sus tres secciones), Jorge Jimenéz Cantú (caracoles), La Laguna, Marina Nacional entre otras. 
Después del accidente del 19 de noviembre de 1984 en Pemex, Ixhuatepec sufrió una transformación en sus servicios, vialidades, etc. Cuenta también con mercados, estación de bomberos, Cruz Roja, deportivos y escuelas. 
Dentro de las regiones administrativas en que se divide el municipio, Ixhuatepec corresponde a la V.  
Comúnmente se dice "voy a San Juanico" cuando se trasladan hacia la zona oriente. Esta parte del municipio de Tlalnepantla contiene 16 colonias, 3 unidades habitacionales, 1 fraccionamiento, 1 zona industrial y 1 pueblo: San Juan Ixhuatepec.

## Tradiciones y fiestas
Es la única población del municipio de Tlalnepantla que efectúa un carnaval anterior a la Semana Santa tres días antes el miércoles de ceniza y mantiene la tradición y representación del "ahorcado", los "locos" con caretas de cera, y las consentidas con vestidos y atuendos de mujer. Las máscaras son elaboradas en el mismo pueblo de San Juan Ixhuatepec desde hace 30 años aproximadamente por nativos de las familias organizadoras, antes tenían que comprar en Santa Martha Acatitla. Esta celebración tiene como significado que en un tiempo muchos tenían que trabajar con un pago no muy justo así que un día se salieron vestidos de mujer (consentidas) con máscaras y sombreros (locos) vestidos de diablo , tigres, calacas etc. Además esta fiesta ronda en Petróleos. El 24 de junio celebran su fiesta patronal. Hasta hace poco se conocía la celebración del "quinto viernes", aquella que en el siglo XVII se llevaba a cabo en ese día porque no existían curas suficientes y a San Juan le tocaba llevarla a cabo en el "quinto viernes" de la Semana Mayor. 